# Utolsó éjszaka a Sohóban
Az Utolsó éjszaka a Sohóban (eredeti cím: Last Night in Soho) 2021-es lélektani horrorfilm, amelyet Edgar Wright és Krysty Wilson-Cairns forgatókönyvéből Wright rendezett. A főbb szerepekben Thomasin McKenzie, Anya Taylor-Joy, Matt Smith, Rita Tushingham, Michael Ajao, Terence Stamp és Diana Rigg látható. Ez volt az utolsó filmes szereplése Riggnek és Margaret Nolannak, akik mindketten 2020-ban haltak meg. A filmet Rigg és Nolan emlékének szentelték.
Az Egyesült Királyságban 2021. október 29-én mutatták be a mozikban. Magyarországon november 4-én jelent meg az UIP-Dunafilm forgalmazásában.
Általánosságban pozitív véleményeket kapott a kritikusoktól; dicsérték a produkciót, az operatőri munkát, a jelmeztervezést, a rendezést és az alakításokat, míg az írói munkát némi kritika érte (különösen a befejezést). Ennek ellenére a film rosszul teljesített a kasszáknál, 43 millió dolláros költségvetésből 23 millió dollárt hozott világszerte.

## Cselekmény
Ellie a nagymamájával él Cornwallban. Mivel édesanyja több mint tíz évvel ezelőtt öngyilkos lett, vele nőtt fel, és rajta keresztül tanulta meg szeretni a londoni Swinging Sixties zenéjét és stílusát. Twiggy és Audrey Hepburn poszterei díszítik szobája falát, imádja Cilla Blacket és a The Kinkset, és néha a szobájában táncol Peter & Gordon A World Without Love című dalára. Időről időre az édesanyja is megjelenik a látomásaiban. Ellie régóta arról álmodik, hogy divattervező lesz.
Ellie most végre helyet kapott a London College of Fashionben. A nagyanyja óva inti attól, hogy a városban éljen. Ellie beköltözik egy fitzroviai ház legfelső emeleti szobájába. Főbérlője a szigorú, de nem barátságtalan, ám kissé különc, idős Miss Collins. Amikor Ellie este elalszik, visszautazik az időben az 1960-as évekbe, ahol bálványát, egy Sandie nevű káprázatos fiatal énekesnőt figyel, és néha az ő testében találja magát. Ellie az időutazásból merít ihletet terveihez.
A hatvanas évek Londonja azonban nem az, aminek látszik; a múltba tett utazásai a jelenre is hatással vannak. Az utcán folyton összefut az egyik törzsvendéggel a Sohóban található Toucan bárból, ahol ideiglenes alkalmazottként dolgozik. Az ősz hajú férfi mintha ismerné őt valahonnan, különösen, amikor Sandie-t kezdi utánozni, és szőkére festeti a haját.

## Szereplők
- Thomasin McKenzie – Eloise "Ellie" Turner
- Anya Taylor-Joy – Alexandra "Sandie" Collins
- Diana Rigg – Ms. Collins
- Matt Smith – Jack
- Michael Ajao – John
- Terence Stamp – Ősz úriember
- Synnøve Karlsen – Jocasta
- Pauline McLynn – Carol
- Rita Tushingham – Peggy
- Sam Claflin – Lindsey

## Bemutató
Az Utolsó éjszaka a Sohóban világpremierje a 78. Velencei Nemzetközi Filmfesztiválon volt 2021. szeptember 4-én. 2021 szeptemberében a Torontói Nemzetközi Filmfesztiválon és 2021. szeptember 10-én a strasbourgi European Fantastic filmfesztiválon is vetítették. Az Egyesült Királyságban 2021. október 9-én volt a premierje a BFI London Filmfesztiválon, majd az országban 2021. október 29-én mutatták be. Eredetileg 2020. szeptember 25-én kellett volna megjelennie, de a COVID-19 világjárvány miatt 2021. április 23-ra, majd október 22-re halasztották. A bemutató végül a következő hétvégére csúszott.

## Fordítás
- Ez a szócikk részben vagy egészben  a   Last Night in Soho című angol Wikipédia-szócikk fordításán alapul.  Az eredeti cikk szerkesztőit annak laptörténete sorolja fel. Ez a jelzés csupán a megfogalmazás eredetét és a szerzői jogokat jelzi, nem szolgál a cikkben szereplő információk forrásmegjelöléseként.